# Борьба на летних Азиатских играх 2002
Соревнования по борьбе на летних Азиатских играх 2002 года проходили с 2 по 8 октября.

## Общий медальный зачёт
| Место | Страна           | Золото | Серебро | Бронза | Всего |
| ----- | ---------------- | ------ | ------- | ------ | ----- |
| 1     | Республика Корея | 6      | 6       | 0      | 12    |
| 2     | Япония           | 3      | 2       | 1      | 6     |
| 3     | Узбекистан       | 3      | 1       | 1      | 5     |
| 4     | Казахстан        | 2      | 2       | 0      | 4     |
| 5     | Китай            | 2      | 0       | 0      | 2     |
| 6     | Иран             | 1      | 2       | 5      | 8     |
| 7     | Монголия         | 1      | 0       | 4      | 5     |
| 8     | Кыргызстан       | 0      | 2       | 3      | 5     |
| 9     | Таджикистан      | 0      | 2       | 1      | 3     |
| 10    | КНДР             | 0      | 1       | 1      | 2     |
| 11    | Индия            | 0      | 0       | 1      | 1     |
|       | Сирия            | 0      | 0       | 1      | 1     |
| Всего | Всего            | 18     | 18      | 18     | 54    |

## Греко-римская борьба (мужчины)
| Категория | Золото                       | Серебро                      | Бронза                  |
| --------- | ---------------------------- | ---------------------------- | ----------------------- |
| До 55 кг  | Асет Иманбаев Казахстан      | Кан Ён Гюн КНДР              | Уран Калилов Кыргызстан |
| До 60 кг  | Кан Гёнъиль Республика Корея | Дильшод Арипов Узбекистан    | Макото Сасамото Япония  |
| До 66 кг  | Ким Ин Соп Республика Корея  | Данияр Кобонов Кыргызстан    | Ким Юнмо КНДР           |
| До 74 кг  | Ким Джинсу Республика Корея  | Данил Халимов Казахстан      | Парвиз Зейдванд Иран    |
| До 84 кг  | Синго Мацумото Япония        | Ким Джунсуп Республика Корея | Мохаммад аль-Кен Сирия  |
| До 96 кг  | Алексей Чеглаков Узбекистан  | Пак Мёнсок Республика Корея  | Масуд Хашемзаде Иран    |
| До 120 кг | Георгий Цурцумия Казахстан   | Кан Ёнджин Республика Корея  | Али Реза Гариби Иран    |

## Вольная борьба (мужчины)
| Категория | Золото                            | Серебро                      | Бронза                         |
| --------- | --------------------------------- | ---------------------------- | ------------------------------ |
| До 55 кг  | Дильшод Мансуров Узбекистан       | Тикара Танабэ Япония         | Мохаммад Резаи Иран            |
| До 60 кг  | Оюунбилэгийн Пурэвбаатар Монголия | Сон Джэмён Республика Корея  | Улан Надырбек уулу Кыргызстан  |
| До 66 кг  | Пэк Джингук Республика Корея      | Алиреза Дабир Иран           | Норжингийн Баярмагнай Монголия |
| До 74 кг  | Чо Бёнгван Республика Корея       | Юсуп Абдусаламов Таджикистан | Мехди Хаджизаде Иран           |
| До 84 кг  | Мун Ый Джэ Республика Корея       | Магомед Куруглиев Казахстан  | Шамиль Алиев Таджикистан       |
| До 96 кг  | Алиреза Хейдари Иран              | Алексей Крупняков Кыргызстан | Магомед Ибрагимов Узбекистан   |
| До 120 кг | Артур Таймазов Узбекистан         | Аббас Джадиди Иран           | Палвиндер Сингх Чима Индия     |

## Вольная борьба (женщины)
| Категория | Золото               | Серебро                       | Бронза                          |
| --------- | -------------------- | ----------------------------- | ------------------------------- |
| До 48 кг  | Чжун Сю'э Китай      | Лидия Карамчакова Таджикистан | Цогтбазарын Энхжаргал Монголия  |
| До 55 кг  | Саори Ёсида Япония   | Ли Нарэ Республика Корея      | Найдангийн Отгонжаргал Монголия |
| До 63 кг  | Сюй Хайянь Китай     | Каори Итё Япония              | Очирбатын Мьягмарсурэн Монголия |
| До 72 кг  | Кёко Хамагути Япония | Кан Минджон Республика Корея  | Яна Панова Кыргызстан           |

## Список стран-участниц
Ниже указан список стран, принимавших участие (в скобках указано число участников от данной страны):
- Афганистан (8)
- Бангладеш (2)
- Вьетнам (3)
- Индия (16)
- Иордания (2)
- Иран (14)
- Йемен (2)
- Казахстан (13)
- Катар (11)
- КНР (14)
- Китайская Республика (2)
- Кыргызстан (13)
- Ливан (1)
- Монголия (11)
- Пакистан (2)
- Палестина (2)
- Северная Корея (6)
- Сирия (7)
- Таджикистан (6)
- Туркменистан (7)
- Япония (17)